# Lannova třída
Lannova třída, hovorově Lanovka, je ulice v Českých Budějovicích spojující Nádražní třídu s ulicí Na Sadech. Dnešní název nese od poloviny 19. století podle významného českobudějovického podnikatele Vojtěcha Lanny.

## Historie
Osídlení zemědělskými usedlostmi za opevněním města podél cesty k Třeboni se začalo vytvářet kolem poloviny 16. století. Ty se soustředily k severnímu okraji, který z jihu vymezoval Hlinský potok. Dnešní podoba moderní třídy začala vznikat napojením historického města na předměstí souběžně s demolicí městského opevnění. Od výstavby nového vlakového nádraží v roce 1908 se Lannova třída stala nejrychlejší spojnicí s centrem města. Platila za reprezentativní obchodní třídu, ke které patřila i nově vznikající zástavba převážně ve stylu secese a historismu, místy také funkcionalismu.
Během druhé světové války sídlilo na rohu Štítného ulice gestapo. Během náletu 24. 3. 1945 byla část Lannovy třídy bombardována namísto původního cíle, vlakového nádraží.
Část původní zástavby zničená v 50. letech byla nahrazena novými obytnými domy. V roce 1983 zde byla úplně zrušena městská hromadná doprava. Obchodní charakter Lannovy třídy byl obnoven až po roce 1989. Po rekonstrukci mezi lety 2006—2010 má třída opět charakter pěší zóny.

## Rekonstrukce 2006–2010
Kompletní rekonstrukce mezi lety 2006–2010 měla 3 etapy, které stály dohromady 186 milionů korun, na dvě etapy radnice získala evropskou dotaci 48,5 milionu korun. První etapou rekonstrukce byl úsek od ulice Na Sadech po křižovatku s Jeronýmovou ulicí v roce 2006. Po dvou letech navázala druhá etapa od Jeronýmovy ulice po Štítného společně s úsekem k Nádražní ulici. Od června 2010 byla zahájena poslední fáze, která pokryla ulici zámkovou dlažbou, holandskou dlažbou z pálených jílů a kamennými deskami o výměře 7449 metrů čtverečních. Autorem architektonického návrhu ulice je Zdeněk Urbanec.

## Domy na Lannově třídě
- Novorenesanční Vyšebrodský dům cisterciáků (1863)
- Komplex budov s útulkem, penzionátem a řeholním domem od Kongregace sester svatého Karla Boromejského (konec 19. století), stavitelé Jakob Stabernak a Josef Haupvogel
- Dům České národní banky
- Funkcionalistická provozní budova elektráren, autor Karel Chochola
- Brutalistní obchodní dům Prior (1976—1979)

## Zajímavosti
- Na Lannově třídě je od roku 2007 respektive 2009 osazeno sousoší Humanoidi (Spěchající lidé) od českobudějovického sochaře Michala Trpáka.[3]
- Historické názvy ulice jsou Lannova, Stará cesta, Stará Rudolfovská silnice, Třída maršála Malinovského.[4]
- Lannova třída se objevuje v textu písně 4amperovej knedlík od hip-hopové kaplely Dizzastar, která vyšla na hudební kompilaci Lyrik Derby[5].